# Resolution 122 des UN-Sicherheitsrates
Die Resolution 122 des UN-Sicherheitsrates ist eine Resolution, die der Sicherheitsrat der Vereinten Nationen in der 765. Sitzung am 24. Januar 1957 beschloss.

## Inhalt
Die Resolution  betraf den Streit zwischen den Regierungen Indiens und Pakistans um die Gebiete Jammu und Kaschmir. Es war die erste von drei Sicherheitsresolutionen aus dem Jahr 1957 (zusammen mit den Resolutionen 123 und 126), die sich mit dem Streit zwischen den Ländern befasste. In der Resolution wird erklärt, dass die von der Nationalkonferenz von Jammu und Kaschmir vorgeschlagene Versammlung keine Lösung des Problems im Sinne der Resolution 91 des Sicherheitsrates der Vereinten Nationen darstellen konnte, die fast sechs Jahre zuvor verabschiedet worden war.